# Acido aspartico
L'acido aspartico è un amminoacido utilizzato degli esseri viventi per la sintesi delle proteine. Viene indicato comunemente con le sigle D o Asp ed è codificato sull’RNA messaggero dai codoni GAU e GAC.
È coinvolto anche nel ciclo dell'urea ed è inserito fra gli amminoacidi gluconeogenici in quanto, per transamminazione, si trasforma in ossalacetato.

## Storia
Il farmacista francese Auguste-Arthur Plisson nel 1827 isolò l’acido aspartico dopo aver fatto reagire l’asparagina, ottenuta dal succo di asparago, con idrossido di piombo. Chiamò l'acido ottenuto "acide aspartique" (dal latino aspăragus, "asparago") acido aspartico in italiano.
Ritthausen nel 1868 isolò l’acido aspartico da una proteina idrolizzata.

## Struttura
È composto da un gruppo amminico, uno carbossilico e una catena laterale acida ({\displaystyle {\ce {-CH2COOH}}}), il che rende la molecola polare. In condizioni fisiologiche l'amminoacido si presenta in forma di anione, in quanto il gruppo α-carbossilico e α-amminico sono carichi negativamente e positivamente, mentre la catena laterale è carica negativamente ({\displaystyle {\ce {-CH2COO-}}}), di conseguenza la carica globale della molecola è negativa. In questa forma, l'acido aspartico prende il nome di aspartato, ed è in grado di interagire elettricamente con altre molecole cariche.
La forma zwitterionica viene invece raggiunta a pH acidi, quando il gruppo amminico è protonato e solo uno dei due gruppi carbossilici è deprotonato. Siccome i due gruppi carbossilici hanno costanti di dissociazione acida differenti, è possibile identificare il punto isoelettrico a pH pari a 2,85.
L'acido aspartico, come la maggior parte degli amminoacidi, è soggetto a stereoisomeria. Il carbonio 2, chiamato anche carbonio α, è uno stereocentro che porta legati 4 sostituenti differenti ({\displaystyle {\ce {-H}}}, {\displaystyle {\ce {-NH2}}}, {\displaystyle {\ce {-COOH}}} e {\displaystyle {\ce {-CH2COOH}}}). A seconda di come sono orientati tridimensionalmente questi sostituenti, possono identificarsi due enantiomeri: l'acido 2(S)-ammino-1,4-butandioico e l'acido 2(R)-ammino-1,4-butandioico. Queste due molecole hanno attività ottica e di conseguenza si possono distinguere l'acido L-aspartico e l'acido D-aspartico. Anche la loro forma anionica possiede attività ottica e dunque si riconoscono: l'L-aspartato e il D-aspartato.

Con il nome “acido aspartico” e "aspartato" si intendono comunemente le miscele racemiche.

Struttura dell'acido L-aspartico
Struttura dell'acido D-aspartico

## Acido L-aspartico
L'enantiomero L dell'acido aspartico è quello utilizzato dagli esseri viventi come mattoncino per costruire le proteine. Viene naturalmente sintetizzato nel nostro organismo, per cui rientra in quella categoria di amminoacidi non essenziali, che possono essere evitati dall'alimentazione.
Uno studio ha dimostrato che in condizioni simili a quelle si suppone vigessero sulla Terra primordiale, i cristalli sinistrorsi di acido aspartico (enantiomeri L) si formassero più facilmente e in maggiore quantità di quelli destrorsi. Questa potrebbe essere la motivazione per cui il nostro codice genetico ha incluso l'enantiomero L e non il D.
L'L-aspartato agisce nel cervello come un neurotrasmettitore eccitatorio che stimola i recettori NMDA, anche se non eccessivamente come invece fa il glutammato.

### Biosintesi
Nel corpo umano viene sintetizzato tramite la reazione di transaminazione dell’ossalacetato, un intermedio del ciclo di Krebs. La reazione è catalizzata dall'enzima aspartato transaminasi, che si trova libero nel citosol di molte cellule. Il trasferimento del gruppo amminico da molecole come l’alanina o glutammina produce aspartato e un alfa-cheto acido.

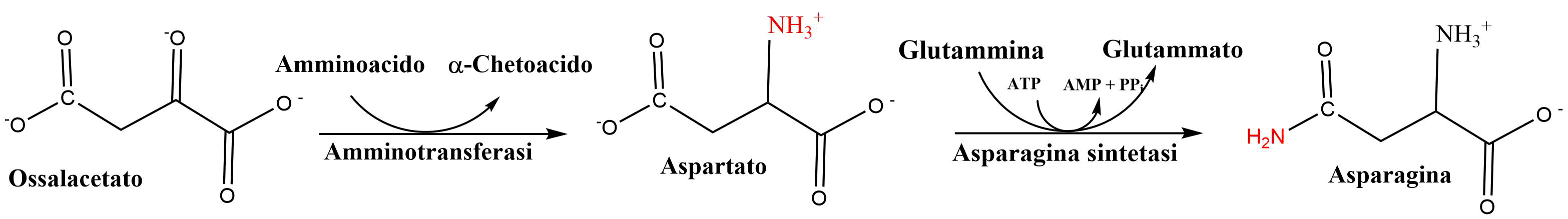
Sintesi di aspartato e asparagina.

### Produzione industriale
Dal punto di vista industriale l’acido L-aspartico viene sintetizzato a partire dall’acido fumarico. La reazione prevede l’uso dell’ammoniaca e di un catalizzatore enzimatico: l’aspartato ammoniaca liasi, chiamata anche aspartasi.

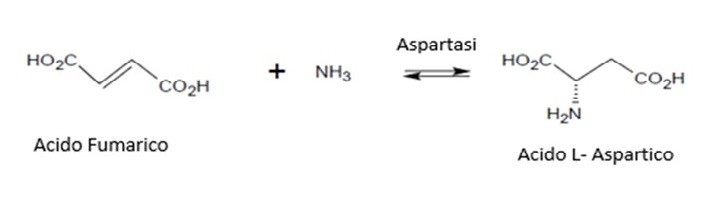
Schema di sintesi di acido L-aspartico

Il primo utilizzo di questo catalizzatore si fa risalire ad un processo discontinuo del 1953 che fu poi convertito, nel 1973, a processo continuo per la produzione di acido L-aspartico. Questa nuova sintesi prevedeva l’uso di una colonna contenente cellule di E.Coli immobilizzate in un reticolo di poliacrilammide. Per ottenere miglioramenti nel processo, si iniziò nel 1978 ad utilizzare come gel di intrappolamento la κ-carragenina. Nel 1983 invece si iniziò ad usare cellule EAPC-7 immobilizzate in χ-carragenina, eliminando inoltre la conversione dell’acido fumarico ad acido L-malico.
Si sono così susseguiti vari tentativi di miglioramento per la produzione dell’acido L-aspartico: dall’uso di cellule di E.Coli intrappolate in poliazetidina, all’uso di cellule intatte di un batterio corineforme, il Brevibacterium flavum MJ-233, con una membrana ad ultrafiltrazione. Tutti questi processi hanno in comune l’utilizzo di un eccesso di ammoniaca per cercare di spostare l’equilibrio della reazione verso la produzione di acido L-aspartico.
Si è poi provato a migliorare il biocatalizzatore impiegato: l’aspartasi. Esempi sono: la preparazione di un nuovo microrganismo del genere E.Coli, integrando un plasmide con un acido desossiribonucleico che trasporta il gene per l’aspartasi(che ha portato a una più vantaggiosa sintesi dell’amminoacido) e l’identificazione di un’aspartasi altamente termostabile nei Bacillus sp. YM55-1. Successivi studi sulla struttura ai raggi X dell’aspartasi di E.Coli e di Bacillus sp. YM55-1 hanno permesso all'ingegneria proteica di migliorarsi in questo campo, sempre di più.
La continua ottimizzazione delle singole componenti del processo ha fatto sì che i processi basati sull’aspartasi siano tra i processi enzimatici più efficienti ed economicamente più convenienti conosciuti ad oggi.

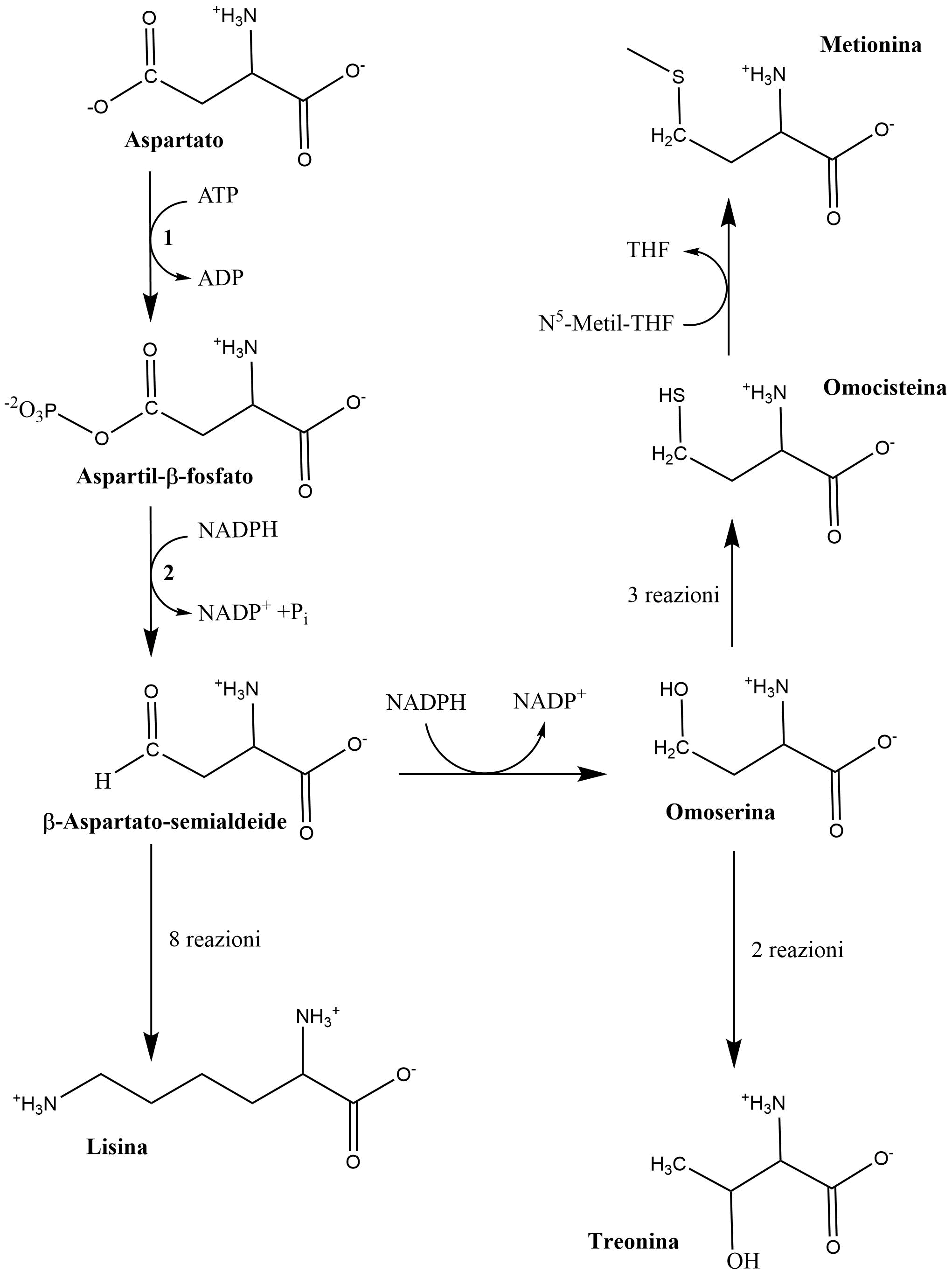
Sintesi di vari amminoacidi a partire da acido aspartico

### Metabolismo
L'acido aspartico viene utilizzato come precursore nella sintesi di altri amminoacidi, come l'asparagina, l'arginina, la lisina, la metionina, la treonina e l'isoleucina. Oltre a ciò, lo si usa per sintetizzare alcuni nucleotidi. L'acido aspartico funge anche da neurotrasmettitore.

Il processo di biosintesi degli amminoacidi parte da una fosforilazione dell’aspartato catalizzata da aspartato-chinasi che produce aspartil-β-fosfato; da quest’ultimo poi si produce β-aspartato-semialdeide dal quale si seguono infine differenti vie metaboliche per la produzione degli amminoacidi. Anche la sintesi dell'alanina prevede l'uso di acido L-aspartico come precursore, in questo processo si usa come catalizzatore l'Aspartato-β-decarbossilasi.

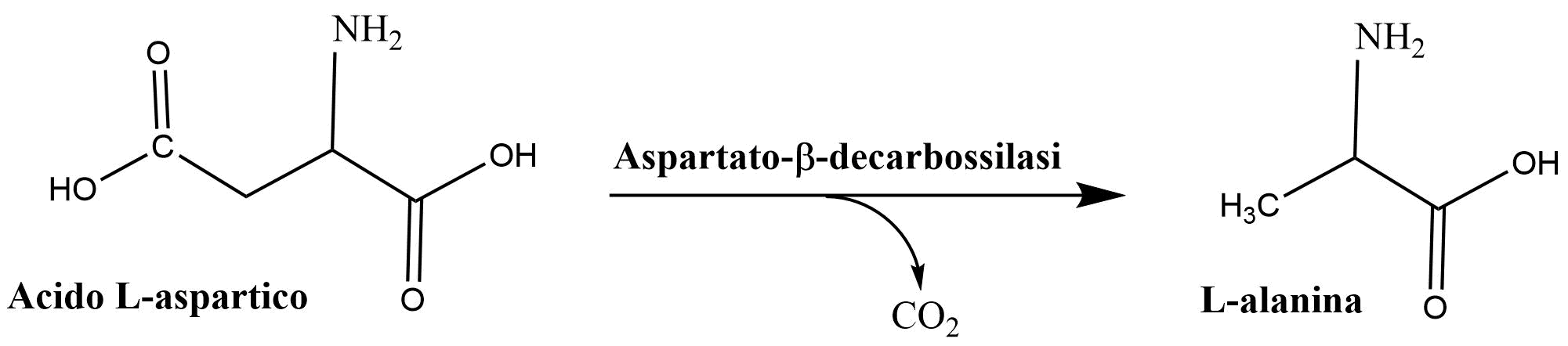
Sintesi di L-alanina a partire da acido L-aspartico

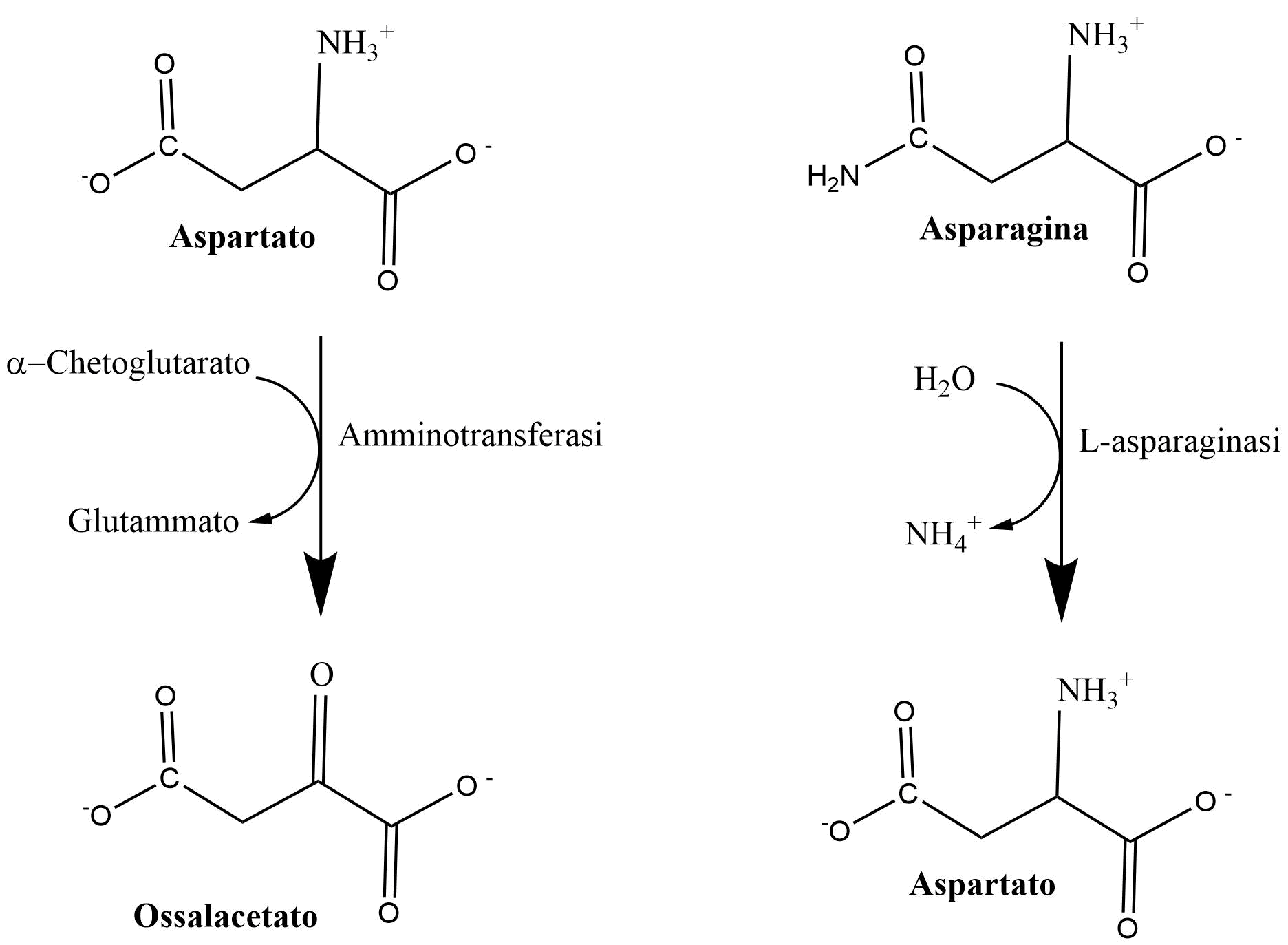
Degradazione dell'acido aspartico e dell'asparagina

L’aspartato viene degradato a ossalacetato, che è un precursore del glucosio e per questo motivo è classificato come amminoacido glucogenico. La reazione è una transamminazione dell’aspartato. Anche l’asparagina che viene idrolizzata in aspartato tramite la L-asparaginasi porta alla formazione di ossalacetato.

### Utilizzi industriali
L’acido L-aspartico è utilizzato ampiamente nella nutrizione parenterale ed enterale come acidificante, come precursore della L-alanina e dell’aspartame. Viene inoltre utilizzato come materiale di partenza per la sintesi stereoselettiva di vari composti chimici organici chirali.
L’acido poliaspartico è un polimero idrosolubile, biodegradabile dell'acido aspartico, prezioso in numerose applicazioni industriali, mediche e agricole per sostituire molti polimeri non biodegradabili in uso. Le applicazioni dell'acido poliaspartico includono, infatti, sistemi di trattamento delle acque, trattamenti anti microbici, silvicoltura, sfruttamento di petrolio, applicazione nelle formulazioni dei detergenti e come costituente di polimeri superassorbenti biodegradabili (SAP), utilizzati nei pannolini usa e getta, nei prodotti per l’incontinenza degli adulti e nei prodotti per l’igiene femminile.
Il mercato globale di acido aspartico (che quindi comprende: integratori alimentari, medicina, acido poliaspartico, aspartame, L-alanina) dovrebbe raggiungere i 101,0 milioni di dollari entro il 2022. La domanda globale di acido aspartico è stata di 35,6 chilo-tonnellate nel 2012. Nel 1996, invece, la produzione industriale di acido aspartico era di 7 chilo-tonnellate all’anno, per via enzimatica.

## Acido D-aspartico
L'acido D-aspartico non viene utilizzato dal macchinario della sintesi proteica per costruire le proteine, di conseguenza viene definito amminoacido non proteinogenico. È uno dei principali regolatori della neurogenesi adulta e svolge un ruolo importante nello sviluppo della funzione endocrina. D-Asp è presente nei tessuti endocrini, neuroendocrini e nei testicoli e regola la sintesi e la secrezione di ormoni e la spermatogenesi. Anche le proteine degli alimenti contengono D-amminoacidi che sono naturalmente originati o indotti da processi che coinvolgono alte temperature, trattamenti con acidi o processi di fermentazione. Infatti, la presenza di D-aminoacidi nei latticini è indice di un trattamento termico o di contaminazione microbica.
Durante lo stadio embrionale degli uccelli e la prima vita postnatale dei mammiferi, un'alta concentrazione transitoria di D-Asp è presente nel cervello e nella retina. Questo amminoacido è stato rilevato nei sinaptosomi e nelle vescicole sinaptiche, dove viene rilasciato dopo stimoli chimici (ioni ({\displaystyle {\ce {K+}}}), ionomicina) o elettrici. Inoltre, D-Asp aumenta il cAMP nelle cellule neuronali e viene trasportato dalle fessure sinaptiche alle cellule nervose presinaptiche attraverso un trasportatore specifico. Nel sistema endocrino, invece, D-Asp è coinvolto nella regolazione della sintesi e del rilascio ormonale. Ad esempio, nell'ipotalamo di ratto, aumenta il rilascio della gonadotropina (GnRH) e induce la sintesi dell'mRNA, di ossitocina e vasopressina. Nella ghiandola pituitaria, stimola la secrezione dei seguenti ormoni: prolattina (PRL), ormone luteinizzante (LH) e ormone della crescita (GH) Nei testicoli, è presente nelle cellule di Leydig ed è coinvolta nel rilascio di testosterone e progesterone.

### Biosintesi
L'acido D-aspartico viene sintetizzato nel nostro organismo a partire dall'acido L-aspartico. La reazione di racemizzazione è catalizzata da un enzima isomerasi chiamato: aspartato-racemasi.

### Utilizzi
Il D-Asp è coinvolto nella sintesi e nel rilascio di testosterone e per questo si presume possa essere usato per l’aumento del testosterone negli uomini. Studi hanno rivelato che il D-Asp esogeno aumenta effettivamente i livelli di testosterone negli animali, mentre gli studi sull'uomo hanno prodotto risultati inconsistenti a causa del numero ridotto di ricerche condotte.
La presenza di acido D-aspartico nei prodotti alimentari, ad esempio nei formaggi, può essere usata per quantificare un'eventuale contaminazione microbica o eventuali trattamenti termici o alcalini del prodotto.
La racemizzazione dell'acido aspartico è uno dei principali tipi di modificazione covalente non enzimatica che porta ad un accumulo dipendente dall'età di D-Asp nei tessuti umani. La racemizzazione avviene durante l'invecchiamento delle proteine e si correla con l'età delle proteine a lunga vita. La racemizzazione può provocare una perdita della funzione proteica dovuta alla proteolisi o causa di cambiamenti nella struttura molecolare. La racemizzazione in vivo può anche aumentare in condizioni patologiche. Infatti questo processo è rilevante nella patogenesi di malattie della vecchiaia come l'aterosclerosi, l'enfisema polmonare, la presbiopia, la cataratta, le malattie degenerative della cartilagine e le disfunzioni correlate all'età cerebrale.
La racemizzazione dell’L-aspartato può essere anche usata per stimare l’età dei denti. Questo metodo si basa sul costante aumento correlato all'età della quantità di acido D-aspartico nella dentina, proteina a lunga vita.

## Abbondanza negli alimenti
Di seguito sono elencati solo alcuni degli alimenti che contengono acido aspartico. Per un elenco completo consultare la fonte.
| Alimento                    | Dose (g/100 g) |
| --------------------------- | -------------- |
| Proteine isolate della soia | 10,203         |
| Albume d'uovo               | 8,253          |
| Carne di foca               | 6,887          |
| Stoccafisso                 | 6,433          |
| Spirulina essiccata         | 5,793          |
| Semi di soia                | 5,112          |
| Farina di arachidi          | 4,123          |
| Pancetta affumicata         | 3,649          |
| Filetto di manzo            | 3,386          |
| Arachidi                    | 3,299          |
| Storione affumicato         | 3,195          |
| Noci                        | 3,096          |
| Pollo                       | 3,021          |